# 戴保兴
戴保兴，男，汉族，河南人。曾任许昌市人民政府市长（1986年2月－1988年6月）和中共许昌市委书记（1988年6月－1994年8月），以及河南省关工委副主任、省直工委书记。